# Louis-Guillaume en Bavière (1884-1968)
Pour les articles homonymes, voir Louis-Guillaume en Bavière.
Louis Guillaume en Bavière (en allemand : Ludwig Wilhelm Karl Norbert Theodor Johann Herzog in Bayern), duc en Bavière, né le 17 janvier 1884 à l'abbaye de Tegernsee, en Bavière, et mort le 5 novembre 1968, à Wildbad Kreuth, en Allemagne est le chef de la branche cadette des ducs en Bavière de la maison de Wittelsbach de 1909 à 1968.

## Biographie

### Famille
Louis Guillaume en Bavière est le fils du duc Charles-Théodore en Bavière (1839-1909) et de son épouse l'infante Marie-Josèphe de Portugal (1857-1943). Il est le frère cadet d'Élisabeth, reine des Belges.
Louis Guillaume a également une sœur aînée issue du premier mariage de son père avec Sophie de Saxe : Amélie Marie (1865-1912). Devenu prématurément veuf en 1867, son père Charles-Théodore s'est remarié avec Marie-Josèphe de Portugal en 1874. Ils deviennent parents de cinq enfants. Louis Guillaume a donc aussi deux autres sœurs : Sophie (1875-1957) et Marie-Gabrielle (1878-1912), ainsi qu'un frère cadet : François-Joseph (1888-1912),.
Par son père, Louis-Guillaume est donc le neveu de l'impératrice Élisabeth d'Autriche, de la reine Marie des Deux-Siciles et de la duchesse d'Alençon tandis que, par sa mère, il est le petit-fils du roi Michel Ier de Portugal (1802-1866).

### Chef de la branche cadette des ducs en Bavière
À la mort de son père, Charles-Théodore, le 30 novembre 1909, Louis Guillaume devient le chef de la branche cadette des ducs en Bavière de la Maison de Wittelsbach jusqu'à sa mort.
Le 19 mars 1917, il épouse, à Kreuth, Éléonore zu Sayn-Wittgenstein-Berlebourg, née à Munich le 13 avril 1880 et morte à Wildbad Kreuth, le 20 février 1965. La mariée est la fille de Franz zu Sayn-Wittgenstein-Berlebourg et de Julia Cavalcanti d'Albuquerque de Villeneuve. Éléonore est veuve depuis 1914 de Otto Victor II von Schönburg mort au combat durant la Première Guerre.
Le duc est également un écrivain de langue allemande, auteur d'un traité relatif à la chasse en montagne.

### Dernières années
Veuf et sans enfant, en 1965, Louis Guillaume adopte son petit-neveu, le fils cadet du prince héritier Albert de Bavière (1905-1996), Max Emmanuel en Bavière, qui devient, à la mort de son père adoptif, chef de la nouvelle branche cadette des ducs en Bavière. Louis Guillaume meurt à Wildbad Kreuth, le 5 novembre 1968, à l'âge de 84 ans. Le 15 novembre suivant, il est inhumé en l'abbaye de Tegernsee, en présence, notamment, de son neveu Léopold III jadis roi des Belges.

## Œuvres
- (de) Herzog Ludwig Wilhelm in Bayern, Die Jagd im Gebirg, Mayer Verlag, Munich, 1933 (ouvrage réédité en 1963). (ASIN B0029084LG)

## Honneurs
- Chevalier de l'ordre de Saint-Hubert (Bavière) ;
- Grand cordon de l'ordre de Léopold (Belgique) (en 1900).